# Boronia rivularis
Boronia rivularis är en vinruteväxtart som beskrevs av Cyril Tenison White. Boronia rivularis ingår i släktet Boronia och familjen vinruteväxter. Inga underarter finns listade i Catalogue of Life.